# US Thionville Lusitanos
El US Thionville Lusitanos es un equipo de fútbol de Francia que juega en el Championnat National 2, la cuarta división nacional.

## Historia
Fue fundado en el año 1905 en la ciudad de Thionville con el nombre Fußball-Club Diedenhofen. Tras finalizar la Primera Guerra Mundial el club pasó a llamarse La Sportive Thionvilloise luego de que la ciudad de Thionville pasara del Imperio alemán a Francia de acuerdo al Tratado de Versailles. Durante la Segunda Guerra Mundial entre 1940 y 1945, los alemanes tomaron control del área nuevamente, y el club pasó a llamarse Turn-und-Sportgemeinschaft antes de pasar a ser La Sportive Thionvilloise.
En 1943 el futbolista Fritz Walter jugó en el club, antes de ser campeón con Alemania Federal en Suiza 1954. En 1969 el club asciende a la división nacional aficionada por primera vez. Pasaría a ser profesional luego de lograr el ascenso a la Ligue 2, donde jugó las temporadas de 1979-1980 y 1980–1981. En la temporada de 1981/81 el club alcanzaría los cuartos de final de la Copa de Francia, donde empató de local 2–2 y perdió 0-3 de visita ante el Martigues. También alcanzó la ronda de 1/32 en la edición de 1979–80, 1983–84 y 1997–98. En su segunda temporada en la segunda división el club se declaró en bancarrota y fue refundado en la cuarta división 4 como Thionville Football Club
El club pasaría entre la cuarta y quinta división nacional entre los años 1980 y años 1990 antes de descender a las ligas regionales en el 2000. El club volvería a las competiciones nacionales en la temporada 2009–10.
El 2 de mayo de 2021 el Thionville FC se fusionaría con el Thionville AS Portugais Saint-François para crear al US Thionville Lusitanos. En 2023 lograría su regreso al Championnat National 3.

## Cronología de nombres
- 1905–1919: Fußball-Club Diedenhofen
- 1919–1940: La Sportive Thionvilloise
- 1940–1945: Turn-und-Sportgemeinschaft
- 1945–1981: La Sportive Thionvilloise
- 1981–2021: Thionville Football Club
- 2021–presente: Union Sportive Thionville Lusitanos

## Palmarés
- Cuarta División Nacional, Grupo Este: 1984
- Campeonato de Lorraine: 1923, 1925, 1928, 1961, 1977, 2009
- DH Lorraine : 1927, 1932, 1938, 2016
- Copa de Lorraine: 1925, 1929, 1964, 1983, 1993, 2008